# يوري كاوامورا
يوري كاوامورا (川村 優理) (17 مايو 1989 في نيغاتا في اليابان – )؛ هي لاعبة كرة قدم كانت تلعب كمدافع. ولعبت مع منتخب اليابان لكرة القدم للسيدات.

## وصلات خارجية
- يوري كاوامورا على موقع الاتحاد الدولي (مؤرشف)  (الإنجليزية)
- يوري كاوامورا على موقع الاتحاد الأوربي (الإنجليزية)
- يوري كاوامورا على موقع قاعدة بيانات كرة القدم.إي يو (الإنجليزية)
- يوري كاوامورا على موقع Soccerway.com (الإنجليزية)
- يوري كاوامورا على موقع عالم كرة القدم.نت (الإنجليزية)